# ماتسی‌آسانا

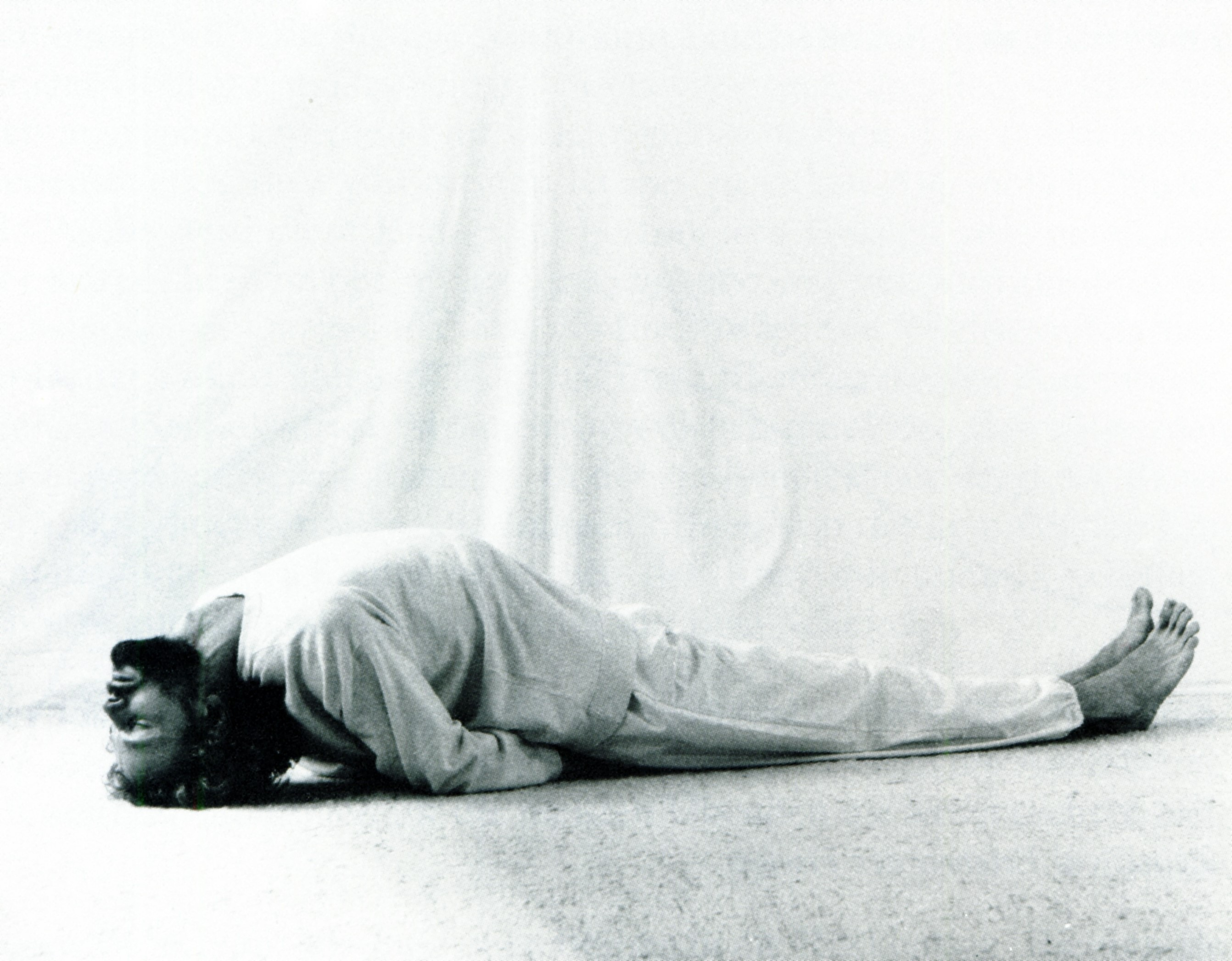
Matsyasana, Heinz Grill 1992

ماتسی‌آسانا (سانسکریت: मत्स्यासन ; IAST: Matsyāsana) یا حالت ماهی یک آسانای خمیده به پشت در هاتا یوگا و یوگای مدرن به عنوان ورزش است.

## ریشه‌شناسی
این نام از کلمات سانسکریت matsya (मत्स्य) به معنای «ماهی» و asana (आसन) به معنای حالت نشستن گرفته شده‌است.

## شرح
اول چهار زانو به حالت لوتوس نشسته بعد به عقب خم شده تا تاج سر روی زمین قرار گیرد.